# Cynoglossus heterolepis
Cynoglossus heterolepis är en fiskart som beskrevs av Weber, 1910. Cynoglossus heterolepis ingår i släktet Cynoglossus och familjen Cynoglossidae. Inga underarter finns listade i Catalogue of Life.